# Neospades
Neospades  (лат.) — род жуков-златок из подсемейства Agrilinae.

## Распространение
Австралия.

## Описание
Зелёно-бронзового цвета широкотелые златки длиной менее 1 см. Фотография.

## Систематика
Известно 11 видов. Род относится к трибе Coraebini  Bedel, 1921 из подсемейства Agrilinae. Род Neospades был впервые описан в 1887 году английским энтомологом Томасом Блэкберном по типовому виду Coraebus chrysopygius Germar, 1848 (Neospades chrysopygius) из Австралии.
- - Neospades chrysopygius (Germar, 1848) (= Coraebus chrysopygius Germar, 1848) typus
  - Neospades cruciatus (Fabricius, 1775)
  - Neospades cupricaudus Carter, 1927
  - Neospades cupriferus (Gestro, 1877)
  - Neospades lateralis Blackburn, 1888
  - Neospades nigroaeneus (Kerremans, 1898)
  - Neospades pictus Carter, 1923
  - Neospades rugiceps (Thomson, 1879)
  - Neospades simplex Blackburn, 1888
  - Neospades terraereginae (Obenberger, 1919)
  - Neospades viridis (Kerremans, 1898)